# 竹崎忠
竹崎 忠（たけざき ただし、1964年8月6日 - ）は、日本の実業家。ラジオパーソナリティ。株式会社トムス・エンタテインメント代表取締役社長、株式会社テレコム・アニメーションフィルム代表取締役社長、株式会社トゥーン ハーバー ワークス取締役会長、TMS ENTERTAINMENT USA,INC.取締役社長。

## 人物
- 兵庫県神戸市出身。神戸市立北野小学校、神戸市立神戸生田中学校、兵庫県立神戸高等学校を経て、関西大学工学部機械工学科卒業。
- 学生時代からミニコミ誌を発行していた。大学卒業前からゲームファンでありエンターテインメント業界を志望、セガ・エンタープライゼス（現：セガ）への就職を希望したが就職担当教授がゲーム企業への推薦を渋り、本人曰く「妥協案」として親会社のCSK（現：SCSK）に入社、システムエンジニアとして働く。1993年、希望叶ってセガへ出向し、当時セガが弱点としていた広報部門の整備に取り組む。自らが担当としてゲーム雑誌やテレビ番組のインタビューに数多く登場し「セガの顔」として知られた。出向後も数年間はCSKに在籍していたが後にセガに転籍となり、セガがCSK資本を離れてサミーと経営統合をした後も、そのまま居残ることになる。セガでは大まかに当初は広報、その後マーケティング部門、後期はキャラクター事業や新規事業を担当。カスタマーゲートウェイ部部長、CSマーケティング3部部長や社長室長などを歴任した。また、2008年からはセガと同じセガサミーホールディングス傘下のトムス・エンタテインメントの取締役も務めている。2015年にセガを離れトムス専任となり、常務取締役を経て2019年4月、トムス・エンタテインメントの代表取締役社長に就任。
- メガドライブの日本国内で発売された全ソフトを個人所有すると公言しており、度々ゲーム雑誌で自宅のコレクションが紹介された。
- 趣味は仕事をすること、映画を観ること、読書、創作。人に喜んでもらうこと、人の役に立つこと。
- 保有資格は簿記試験2級、普通自動車免許、英検2級、第一種情報処理技術者、漢検2級、電話工事担任者、陸上特殊無線技士、マイコン応用システムエンジニアなど。
- ラジオ番組「林原めぐみのHeartful Station」において、「遊星セガワールド」のコーナーパーソナリティを務めていた。
- 血液型はB型。家族構成は、1997年に結婚した妻・娘2人の4人。

## 出演番組
- 林原めぐみのHeartful Station（ラジオ関西ほか）

## 関連番組
- 古代王者 恐竜キング Dキッズ・アドベンチャー（企画）

## 関連人物
- 林原めぐみ
- 保志総一朗